# Nikita Konowałow
Nikita Konowałow, ros. Никита Коновалов (ur. 25 lipca 1988 w Omsku), rosyjski pływak, srebrny medalista z Mistrzostw Świata w Pływaniu 2009. 
Nikita razem ze sztafetą pobił rekord kraju na mistrzostwach w Rzymie, który obecnie wynosi 3.09,52. W rundzie eliminacyjnej rosyjska sztafeta 4 × 100 metrów ledwo awansowała do finału z 8. czasem 3.12,78. W finale sztafeta popłynęła 3 sekundy szybciej i zdobyła srebrny medal mistrzostw świata. Nikita wystąpił tylko w rundzie eliminacyjnej płynąc z czasem 48,46.